# 馬赫什·喬希
馬赫什·喬希（英語：Mahesh Joshi，1954年9月14日—）是印度國大黨的政治家。在2009年，他當選為第15屆人民院，印度議會下院的拉賈斯坦邦齋浦爾選區的代表。